# شهرستان رابرتسون (تنسی)
شهرستان رابرتسون، تنسی (به انگلیسی: Robertson County, Tennessee) یک سکونتگاه مسکونی در ایالات متحده آمریکا است که در تنسی واقع شده‌است.

## خصوصیات
شهرستان رابرتسون ۱٬۲۳۵ کیلومترمربع مساحت دارد.